# Pseudoparanaspia nigra
Pseudoparanaspia nigra är en skalbaggsart som beskrevs av Hayashi 1977. Pseudoparanaspia nigra ingår i släktet Pseudoparanaspia och familjen långhorningar. Inga underarter finns listade i Catalogue of Life.